# Espère
Espère est une commune française, située dans le sud-ouest du département du Lot en région Occitanie.
Espère est une commune rurale qui compte 987 habitants en 2022, après avoir connu une forte hausse de la population depuis 1962. . Ses habitants sont appelés les Espérois ou  Espéroises.

## Géographie

### Description
Espère est un bourg situé dans la Bouriane, une région naturelle sablonneuse et collinaire couverte de forêt avec comme essence principale des châtaigniers. Il est desservie par le tracé initial de l'ancienne route nationale 111 (actuelle RD 811) reliant Millau à Cahors et Tonneins et traversé par la ligne des Aubrais - Orléans à Montauban-Ville-Bourbon.
La commune fait partie de l'aire d'attraction de Cahors.

### Communes limitrophes
Les communes limitrophes sont  Caillac, Calamane, Crayssac, Mercuès et Nuzéjouls.

### Hydrographie
La commune est drainée par le ruisseau de Rouby et par un autre cours d'eau.

### Climat
Pour des articles plus généraux, voir Climat de l'Occitanie et Climat du Lot.
En 2010, le climat de la commune est de type climat du Bassin du Sud-Ouest, selon une étude s'appuyant sur une série de données couvrant la période 1971-2000. En 2020, Météo-France publie une typologie des climats de la France métropolitaine dans laquelle la commune est exposée à un climat océanique altéré et est dans la région climatique Aquitaine, Gascogne, caractérisée par une pluviométrie abondante au printemps, modérée en automne, un faible ensoleillement au printemps, un été chaud (19,5 °C), des vents faibles, des brouillards fréquents en automne et en hiver et des orages fréquents en été (15 à 20 jours).
Pour la période 1971-2000, la température annuelle moyenne est de 12,9 °C, avec une amplitude thermique annuelle de 15,7 °C. Le cumul annuel moyen de précipitations est de 857 mm, avec 11,4 jours de précipitations en janvier et 6 jours en juillet. Pour la période 1991-2020, la température moyenne annuelle observée sur la station météorologique la plus proche, située sur la commune d'Anglars-Juillac à 14 km à vol d'oiseau, est de 13,5 °C et le cumul annuel moyen de précipitations est de 822,6 mm,. Pour l'avenir, les paramètres climatiques de la commune estimés pour 2050 selon différents scénarios d’émission de gaz à effet de serre sont consultables sur un site dédié publié par Météo-France en novembre 2022.

### Milieux naturels et biodiversité
Aucun espace naturel présentant un intérêt patrimonial n'est recensé sur la commune dans l'inventaire national du patrimoine naturel,,.

## Urbanisme

### Typologie
Au 1er janvier 2024, Espère est catégorisée bourg rural, selon la nouvelle grille communale de densité à sept niveaux définie par l'Insee en 2022.
Elle est située hors unité urbaine. Par ailleurs la commune fait partie de l'aire d'attraction de Cahors, dont elle est une commune de la couronne,. Cette aire, qui regroupe 78 communes, est catégorisée dans les aires de 50 000 à moins de 200 000 habitants,.

### Occupation des sols
L'occupation des sols de la commune, telle qu'elle ressort de la base de données européenne d’occupation biophysique des sols Corine Land Cover (CLC), est marquée par l'importance des forêts et milieux semi-naturels (58,2 % en 2018), une proportion sensiblement équivalente à celle de 1990 (58,6 %). La répartition détaillée en 2018 est la suivante : 
forêts (37,8 %), zones agricoles hétérogènes (21,3 %), milieux à végétation arbustive et/ou herbacée (20,4 %), zones urbanisées (16,5 %), zones industrielles ou commerciales et réseaux de communication (3 %), mines, décharges et chantiers (1,1 %). L'évolution de l’occupation des sols de la commune et de ses infrastructures peut être observée sur les différentes représentations cartographiques du territoire : la carte de Cassini (XVIIIe siècle), la carte d'état-major (1820-1866) et les cartes ou photos aériennes de l'IGN pour la période actuelle (1950 à aujourd'hui).

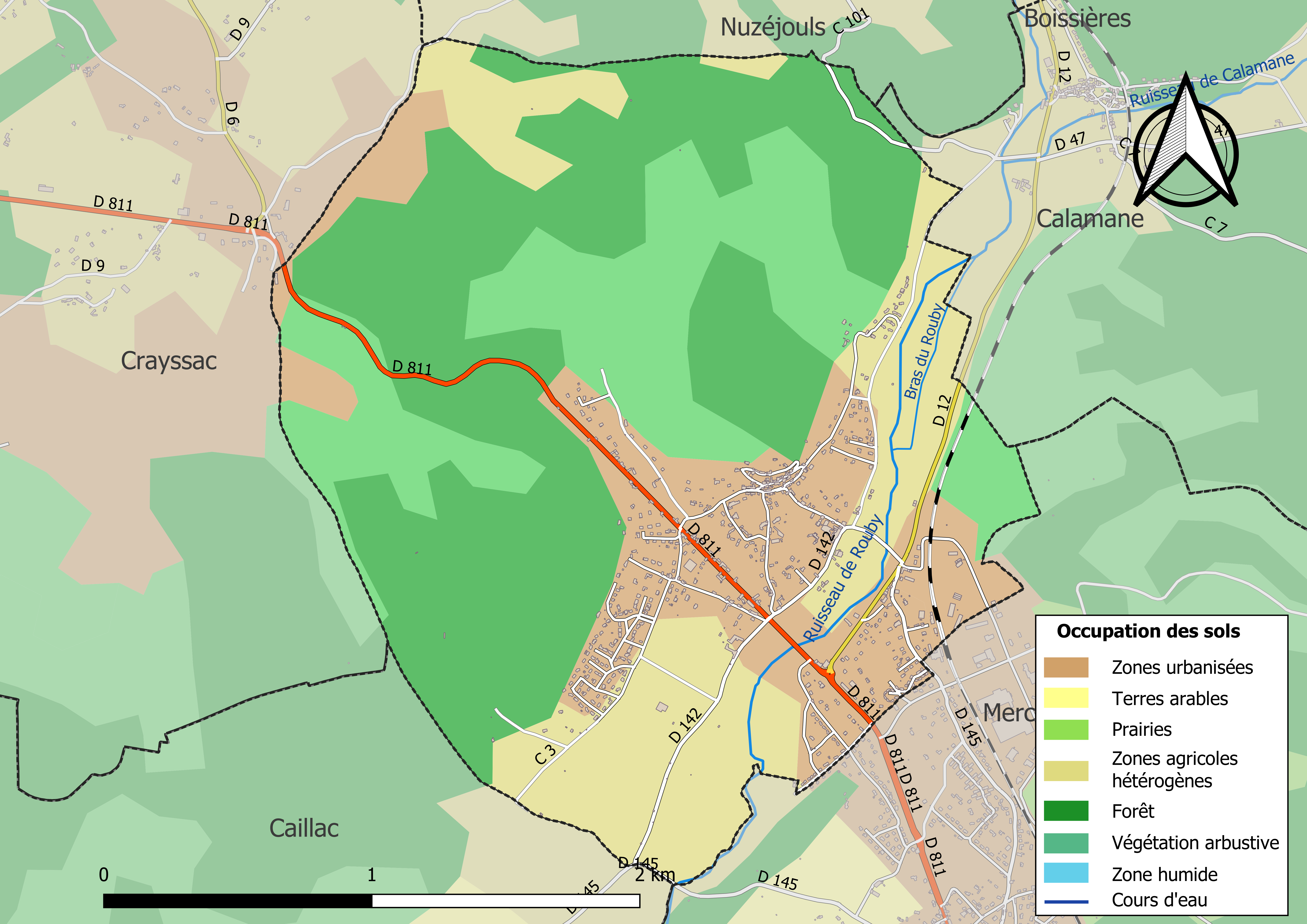
Carte des infrastructures et de l'occupation des sols de la commune en 2018 (CLC).

### Habitat et logement
En 2018, le nombre total de logements dans la commune était de 474, alors qu'il était de 456 en 2013 et de 425 en 2008.
Parmi ces logements, 94,9 % étaient des résidences principales, 2,1 % des résidences secondaires et 3 % des logements vacants. Ces logements étaient pour 91,9 % d'entre eux des maisons individuelles et pour 8,1 % des appartements.
Le tableau ci-dessous présente la typologie des logements à Espère en 2018 en comparaison avec celle du Lot et de la France entière. Une caractéristique marquante du parc de logements est ainsi une proportion de résidences secondaires et logements occasionnels (2,1 %) inférieure à celle du département (18,6 %) et à celle de la France entière (9,7 %). Concernant le statut d'occupation de ces logements, 69,9 % des habitants de la commune sont propriétaires de leur logement (67,9 % en 2013), contre 69,8 % pour le Lot et 57,5 % pour la France entière.
| Typologie                                               | Espère | Lot  | France entière |
| ------------------------------------------------------- | ------ | ---- | -------------- |
| Résidences principales (en %)                           | 94,9   | 70,6 | 82,1           |
| Résidences secondaires et logements occasionnels (en %) | 2,1    | 18,6 | 9,7            |
| Logements vacants (en %)                                | 3      | 10,8 | 8,2            |

### Risques naturels et technologiques
Le territoire de la commune d'Espère est vulnérable à différents aléas naturels : météorologiques (tempête, orage, neige, grand froid, canicule ou sécheresse), inondations, feux de forêts, mouvements de terrains et séisme (sismicité très faible). Il est également exposé à deux risques technologiques, le transport de matières dangereuses et la rupture d'un barrage. Un site publié par le BRGM permet d'évaluer simplement et rapidement les risques d'un bien localisé soit par son adresse soit par le numéro de sa parcelle.

#### Risques naturels
Certaines parties du territoire communal sont susceptibles d’être affectées par le risque d’inondation par débordement de cours d'eau, notamment La cartographie des zones inondables en ex-Midi-Pyrénées réalisée dans le cadre du XIe Contrat de plan État-région, visant à informer les citoyens et les décideurs sur le risque d’inondation, est accessible sur le site de la DREAL Occitanie. La commune a été reconnue en état de catastrophe naturelle au titre des dommages causés par les inondations et coulées de boue survenues en 1982, 1996, 1999 et 2010,.
Espère est exposée au risque de feu de forêt. Un plan départemental de protection des forêts contre les incendies a été approuvé par arrêté préfectoral le 30 novembre 2015 pour la période 2015-2025. Les propriétaires doivent ainsi couper les broussailles, les arbustes et les branches basses sur une profondeur de 50 mètres, aux abords des constructions, chantiers, travaux et installations de toute nature, situées à moins de 200 mètres de terrains en nature
de bois, forêts, plantations, reboisements, landes ou friches. Le brûlage des déchets issus de l’entretien des parcs et jardins des ménages et des collectivités est interdit. L’écobuage est également interdit, ainsi que les feux de type méchouis et barbecues, à l’exception de ceux prévus dans des installations fixes (non situées sous couvert d'arbres) constituant une dépendance d'habitation.

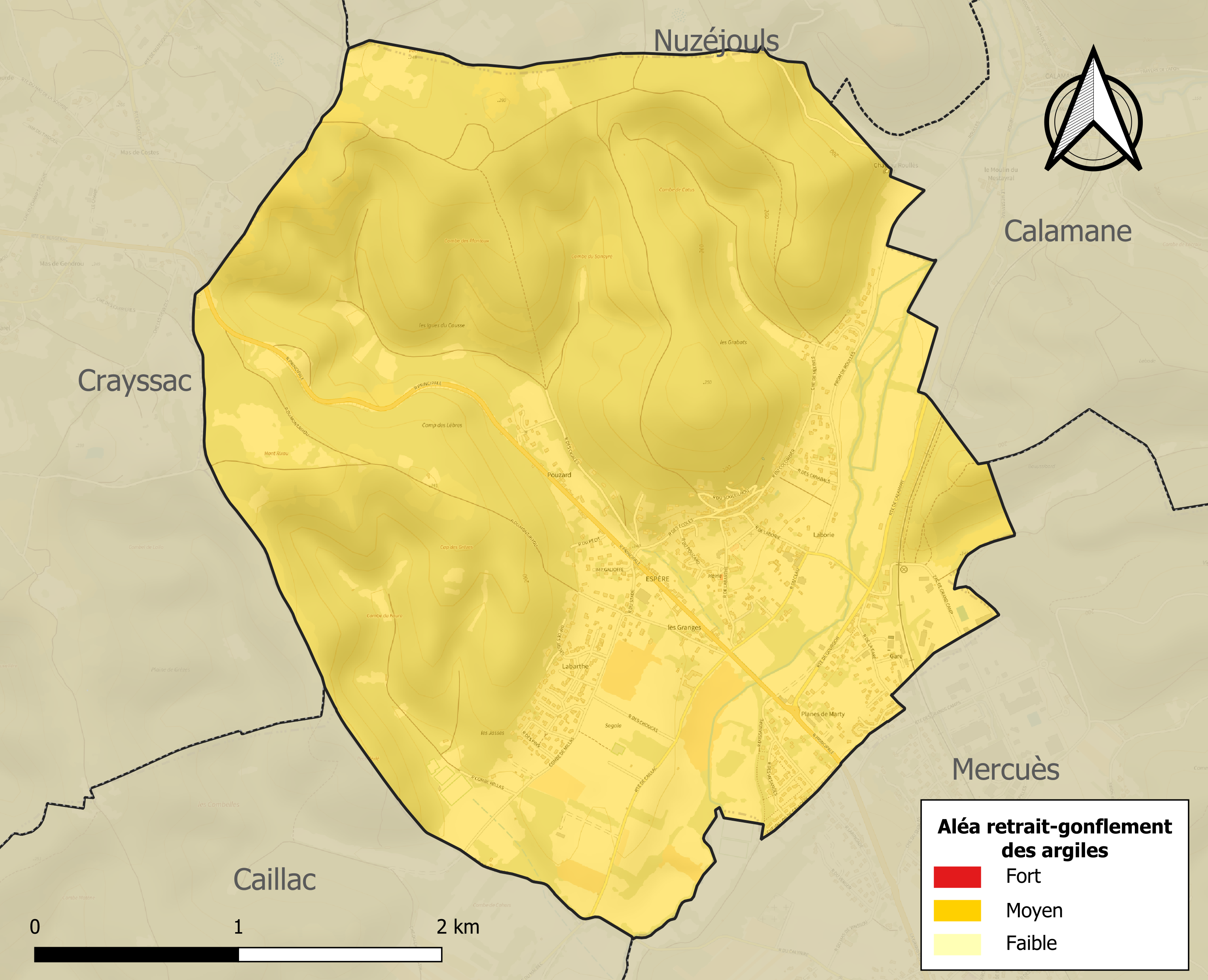
Carte des zones d'aléa retrait-gonflement des sols argileux d'Espère.

Les mouvements de terrains susceptibles de se produire sur la commune sont des affaissements et effondrements liés aux cavités souterraines (hors mines), des éboulements, chutes de pierres et de blocs, des glissements de terrain et des tassements différentiels. Par ailleurs, afin de mieux appréhender le risque d’affaissement de terrain, l'inventaire national des cavités souterraines permet de localiser celles situées sur la commune.
Le retrait-gonflement des sols argileux est susceptible d'engendrer des dommages importants aux bâtiments en cas d’alternance de périodes de sécheresse et de pluie. La totalité de la commune est en aléa moyen ou fort (67,7 % au niveau départemental et 48,5 % au niveau national). Sur les 437 bâtiments dénombrés sur la commune en 2019, 437 sont en aléa moyen ou fort, soit 100 %, à comparer aux 72 % au niveau départemental et 54 % au niveau national. Une cartographie de l'exposition du territoire national au retrait gonflement des sols argileux est disponible sur le site du BRGM,.
Par ailleurs, afin de mieux appréhender le risque d’affaissement de terrain, l'inventaire national des cavités souterraines permet de localiser celles situées sur la commune.
Concernant les mouvements de terrains, la commune a été reconnue en état de catastrophe naturelle au titre des dommages causés par des mouvements de terrain en 1999.

#### Risques technologiques
Le risque de transport de matières dangereuses sur la commune est lié à sa traversée par une route à fort trafic et une ligne de chemin de fer. Un accident se produisant sur de telles infrastructures est susceptible d’avoir des effets graves sur les biens, les personnes ou l'environnement, selon la nature du matériau transporté. Des dispositions d’urbanisme peuvent être préconisées en conséquence.
La commune est en outre située en aval des barrages de Grandval et de Sarrans, des ouvrages de classe A disposant d'une retenue de respectivement 270,6 millions et 296 millions de mètres cubes,. À ce titre elle est susceptible d’être touchée par l’onde de submersion consécutive à la rupture d'un de ces ouvrages.

## Toponymie

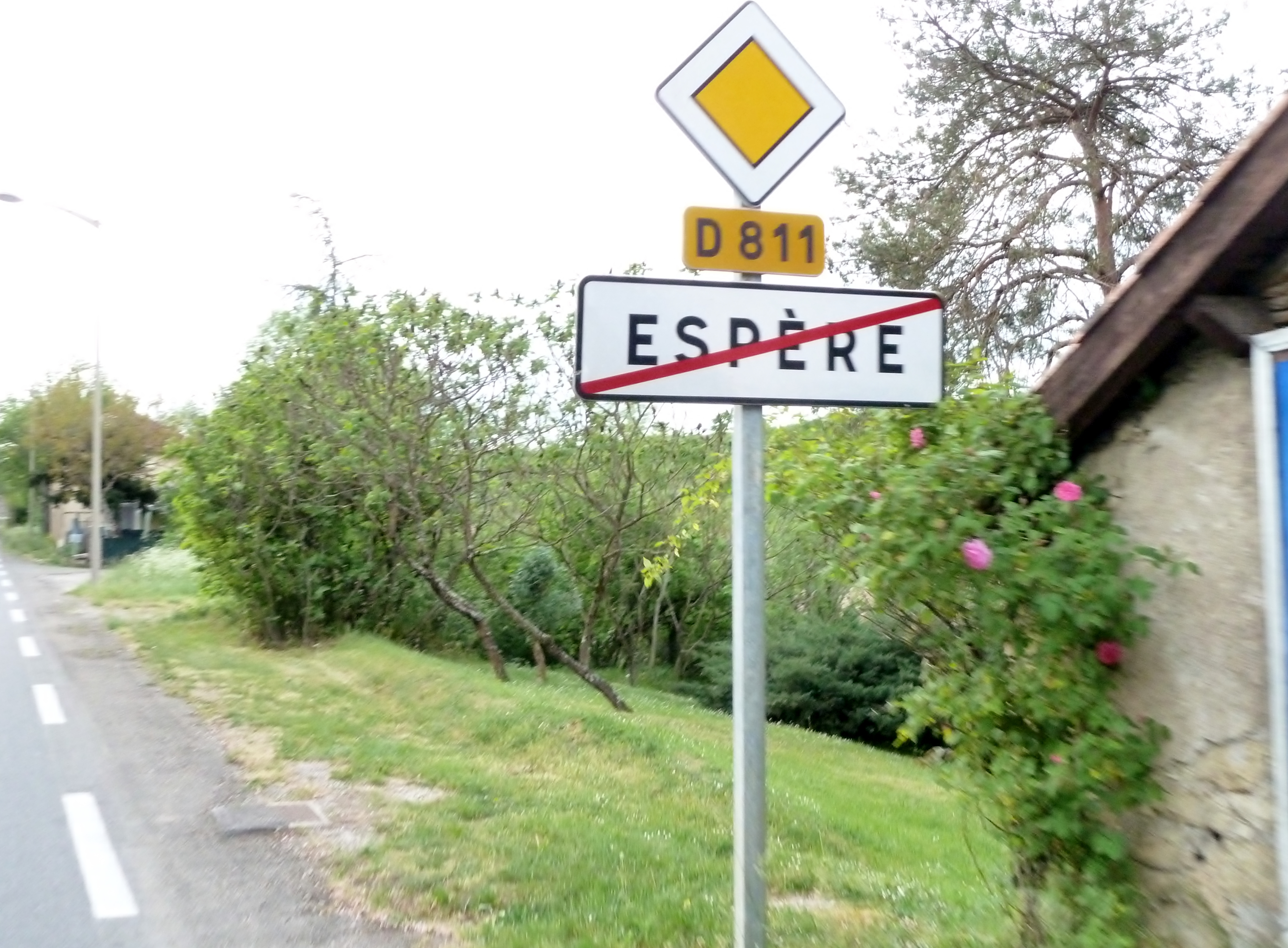

Le toponyme Espère est basé soit sur l'occitan aspre, du latin asper qui qualifie un lieu caillouteux qui comporte des difficultés. Aspre donne aspe, espe. Aspera devient Espera.

## Histoire
La commune a été desservie par la gare d'Espère-Caillac sur la ligne des Aubrais - Orléans à Montauban-Ville-Bourbon (ligne Toulouse-Paris). Si la ligne est toujours en service, les trains ne s'y arrêtent plus. Cette gare avait, au début du XXe siècle, une fonction importante pour le transport des fraises vers les Halles de Paris,.

## Politique et administration

### Rattachements administratifs et électoraux

#### Rattachements administratifs
La commune se trouve dans l'arrondissement de Cahors du département du Lot.
Elle faisait partie de 1801 à 1984  du canton de Cahors-Nord, année où elle intègre le canton de Cahors-Nord-Ouest. Dans le cadre du redécoupage cantonal de 2014 en France, cette circonscription administrative territoriale a disparu, et le canton n'est plus qu'une circonscription électorale.

#### Rattachements électoraux
Pour les élections départementales, la commune est depuis 2014 le bureau centralisateur du canton de Causse et Bouriane
Pour l'élection des députés, elle fait partie de la première circonscription du Lot.

### Intercommunalité
Espère était membre fondatrice de la communauté de communes du pays de Cahors, un établissement public de coopération intercommunale (EPCI) à fiscalité propre créé fin 1996  et auquel la commune avait transféré un certain nombre de ses compétences, dans les conditions déterminées par le code général des collectivités territoriales.
Cette intercommunalité a fusionné avec la communauté de communes de Catus pour former, le 1er janvier 2010, la communauté de communes du Grand Cahors, transformée en 2012 en communauté d'agglomération dénommée Grand Cahors, dont est désormais membre la commune.

### Liste des maires
| Période                                  | Période                        | Identité               | Étiquette | Qualité                                                                                     |
| ---------------------------------------- | ------------------------------ | ---------------------- | --------- | ------------------------------------------------------------------------------------------- |
| Les données manquantes sont à compléter. |                                |                        |           |                                                                                             |
| 1793                                     | 1795                           | Pierre Lagarrigue      |           |                                                                                             |
| 1795                                     | 1797                           | François Bories        |           |                                                                                             |
| 1798                                     | 1808                           | Pierre Lagarrigue      |           |                                                                                             |
| 1808                                     | 1816                           | François Bories        |           |                                                                                             |
| 1816                                     | 1820                           | Raymond Fourastie      |           |                                                                                             |
| 1820                                     | 1821                           | Marc Antoine Coutaus   |           |                                                                                             |
| 1821                                     | 1822                           | Guillaume Lafon        |           |                                                                                             |
| 1822                                     | 1826                           | Marc Durand Lafargue   |           |                                                                                             |
| 1826                                     | 1832                           | Jean Antoine Labouisse |           |                                                                                             |
| 1832                                     | 1854                           | Louis Pages            |           |                                                                                             |
| 1854                                     | 1857                           | Jean Baptiste Verdie   |           |                                                                                             |
| 1857                                     | 1864                           | Jacques Valet          |           |                                                                                             |
| 1865                                     | 1882                           | Augustin Lasserre      |           |                                                                                             |
| 1882                                     | 1883                           | Jean Joseph Lasserre   |           |                                                                                             |
| 1883                                     | 1884                           | Baptiste Bergues       |           |                                                                                             |
| 1884                                     | 1892                           | Jean Joseph Lasserre   |           |                                                                                             |
| 1892                                     | 1902                           | Jean Miquel            |           |                                                                                             |
| Les données manquantes sont à compléter. |                                |                        |           |                                                                                             |
| mars 1983                                | juin 1995                      | M. Claude Pariel       |           |                                                                                             |
| juin 1995                                | mai 2020                       | Jean Petit             |           | Agent EDF retraité, syndicaliste                                                            |
| mai 2020                                 | avril 2022,                    | Mathieu Redoulès       | DVG       | Professions intermédiaires administratives et commerciales des entreprises Mort en fonction |
| septembre 2022,                          | En cours (au 16 décembre 2022) | Pierre Canto           |           | Retraité d’une chaîne de magasins de bricolage                                              |

## Population et société

### Démographie
L'évolution du nombre d'habitants est connue à travers les recensements de la population effectués dans la commune depuis 1793. Pour les communes de moins de 10 000 habitants, une enquête de recensement portant sur toute la population est réalisée tous les cinq ans, les populations de référence des années intermédiaires étant quant à elles estimées par interpolation ou extrapolation. Pour la commune, le premier recensement exhaustif entrant dans le cadre du nouveau dispositif a été réalisé en 2007.

En 2022, la commune comptait 987 habitants, en évolution de −4,08 % par rapport à 2016 (Lot : +1,31 %, France hors Mayotte : +2,11 %).
| 1793 | 1800 | 1806 | 1821 | 1831 | 1836 | 1841 | 1846 | 1851 |
| ---- | ---- | ---- | ---- | ---- | ---- | ---- | ---- | ---- |
| 348  | 316  | 314  | 405  | 437  | 434  | 443  | 433  | 402  |

| 1856 | 1861 | 1866 | 1872 | 1876 | 1881 | 1886 | 1891 | 1896 |
| ---- | ---- | ---- | ---- | ---- | ---- | ---- | ---- | ---- |
| 417  | 417  | 414  | 411  | 402  | 435  | 342  | 340  | 317  |

| 1901 | 1906 | 1911 | 1921 | 1926 | 1931 | 1936 | 1946 | 1954 |
| ---- | ---- | ---- | ---- | ---- | ---- | ---- | ---- | ---- |
| 285  | 273  | 236  | 203  | 222  | 211  | 210  | 197  | 223  |

| 1962 | 1968 | 1975 | 1982 | 1990 | 1999 | 2006 | 2007 | 2012 |
| ---- | ---- | ---- | ---- | ---- | ---- | ---- | ---- | ---- |
| 257  | 353  | 560  | 768  | 799  | 881  | 939  | 947  | 996  |

| 2017  | 2022 | - | - | - | - | - | - | - |
| ----- | ---- | - | - | - | - | - | - | - |
| 1 044 | 987  | - | - | - | - | - | - | - |

## Économie

### Revenus
En 2018, la commune compte 414 ménages fiscaux, regroupant 964 personnes. La médiane du revenu disponible par unité de consommation est de 21 010 € (20 740 € dans le département).

### Emploi
|                | 2008  | 2013  | 2018  |
| -------------- | ----- | ----- | ----- |
| Commune        | 6,3 % | 8,5 % | 12 %  |
| Département    | 7,3 % | 8,9 % | 9,6 % |
| France entière | 8,3 % | 10 %  | 10 %  |

En 2018, la population âgée de 15 à 64 ans s'élève à 643 personnes, parmi lesquelles on compte 75,2 % d'actifs (63,2 % ayant un emploi et 12 % de chômeurs) et 24,8 % d'inactifs,. En  2018, le taux de chômage communal (au sens du recensement) des 15-64 ans est supérieur à celui du département et de la France, alors qu'en 2008 la situation était inverse.
La commune fait partie de la couronne de l'aire d'attraction de Cahors, du fait qu'au moins 15 % des actifs travaillent dans le pôle,. Elle compte 148 emplois en 2018, contre 134 en 2013 et 122 en 2008. Le nombre d'actifs ayant un emploi résidant dans la commune est de 412, soit un indicateur de concentration d'emploi de 36 % et un taux d'activité parmi les 15 ans ou plus de 57 %.
Sur ces 412 actifs de 15 ans ou plus ayant un emploi, 77 travaillent dans la commune, soit 19 % des habitants. Pour se rendre au travail, 89,1 % des habitants utilisent un véhicule personnel ou de fonction à quatre roues, 0,5 % les transports en commun, 3,9 % s'y rendent en deux-roues, à vélo ou à pied et 6,6 % n'ont pas besoin de transport (travail au domicile).

### Activités hors agriculture

#### Secteurs d'activités
46 établissements sont implantés  à Espère au 31 décembre 2019. Le tableau ci-dessous en détaille le nombre par secteur d'activité et compare les ratios avec ceux du département,.
| Secteur d'activité                                                                                        | Commune | Commune | Département |
| Secteur d'activité                                                                                        | Nombre  | %       | %           |
| --- | ------- | ------- | ----------- |
| Ensemble                                                                                                  | 46      |         |             |
| Industrie manufacturière, industries extractives et autres                                                | 3       | 6,5 %   | (14 %)      |
| Construction                                                                                              | 9       | 19,6 %  | (13,9 %)    |
| Commerce de gros et de détail, transports, hébergement et restauration                                    | 14      | 30,4 %  | (29,9 %)    |
| Activités financières et d'assurance                                                                      | 1       | 2,2 %   | (2,8 %)     |
| Activités spécialisées, scientifiques et techniques et activités de services administratifs et de soutien | 7       | 15,2 %  | (13,5 %)    |
| Administration publique, enseignement, santé humaine et action sociale                                    | 5       | 10,9 %  | (12 %)      |
| Autres activités de services                                                                              | 7       | 15,2 %  | (8,7 %)     |

Le secteur du commerce de gros et de détail, des transports, de l'hébergement et de la restauration est prépondérant sur la commune puisqu'il représente 30,4 % du nombre total d'établissements de la commune (14 sur les 46 entreprises implantées  à Espère), contre 29,9 % au niveau départemental.

#### Entreprises et commerces
Les trois entreprises ayant leur siège social sur le territoire communal qui génèrent le plus de chiffre d'affaires en 2020 sont : 
- Alves & Fils, travaux de couverture par éléments (160 k€)
- Canto, restauration de type rapide (93 k€)
- Combe De Simele, location de terrains et d'autres biens immobiliers (18 k€)

### Agriculture
|               | 1988 | 2000 | 2010 | 2020 |
| ------------- | ---- | ---- | ---- | ---- |
| Exploitations | 10   | 6    | 5    | 3    |
| SAU (ha)      | 113  | 72   | 78   | 15   |

La commune est dans les Causses », une petite région agricole occupant une grande partie centrale du département du Lot. En 2020, l'orientation technico-économique de l'agriculture  sur la commune est la culture de fruits ou d'autres cultures permanentes. Trois exploitations agricoles ayant leur siège dans la commune sont dénombrées lors du recensement agricole de 2020 (dix en 1988). La superficie agricole utilisée est de 15 ha,,.

## Culture locale et patrimoine

### Lieux et monuments
- L’oratoire Saint Roch est situé dans l’actuelle rue du colombier à Espère. La clef d’arc indique la date de 1827. Aucune représentation de Saint Roch n’est présente mais la statue d’une vierge de piété, peut-être du début XVIe siècle, très endommagée, est posée sur l’autel. L’oratoire a été peu ou prou abandonné à la fin du XIXe siècle[43].
- L'église Saint Laurent a été construite au XIXe siècle. Une église plus ancienne était auparavant situé dans le bourg d'Espère[44]. 
Une statue de Saint Jean-Gabriel Perboyre est installée dans l'église comme dans plusieurs autres aux alentours. L'édifice est référencé dans la base Mérimée et à l'Inventaire général Région Occitanie[45].
- L'ancienne gare, désormais désaffectée, a fait l'objet d'un reportage photographique par Youen Leray[46].

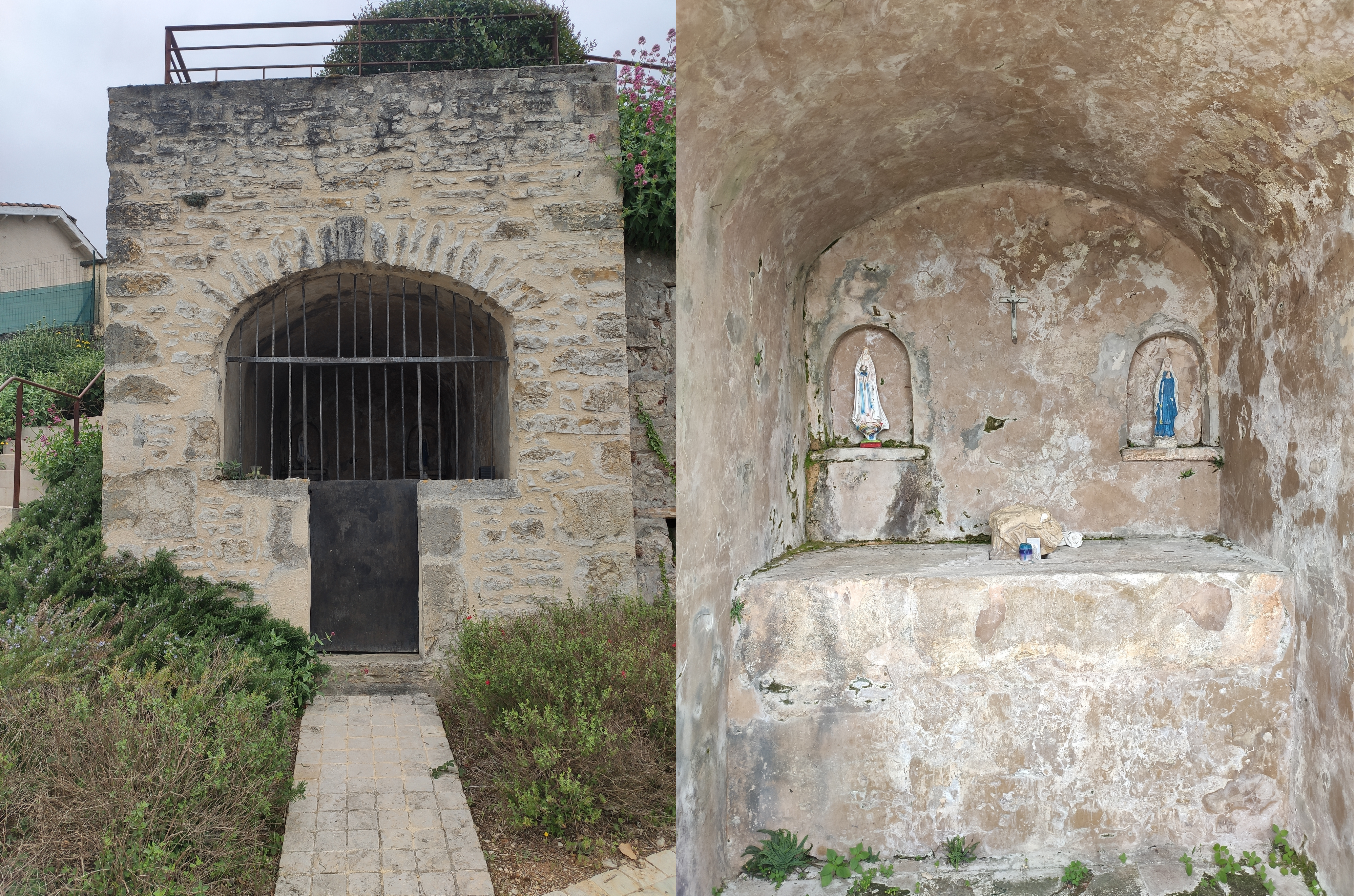
Oratoire Saint Roch d'Espère : vues extérieure et intérieure
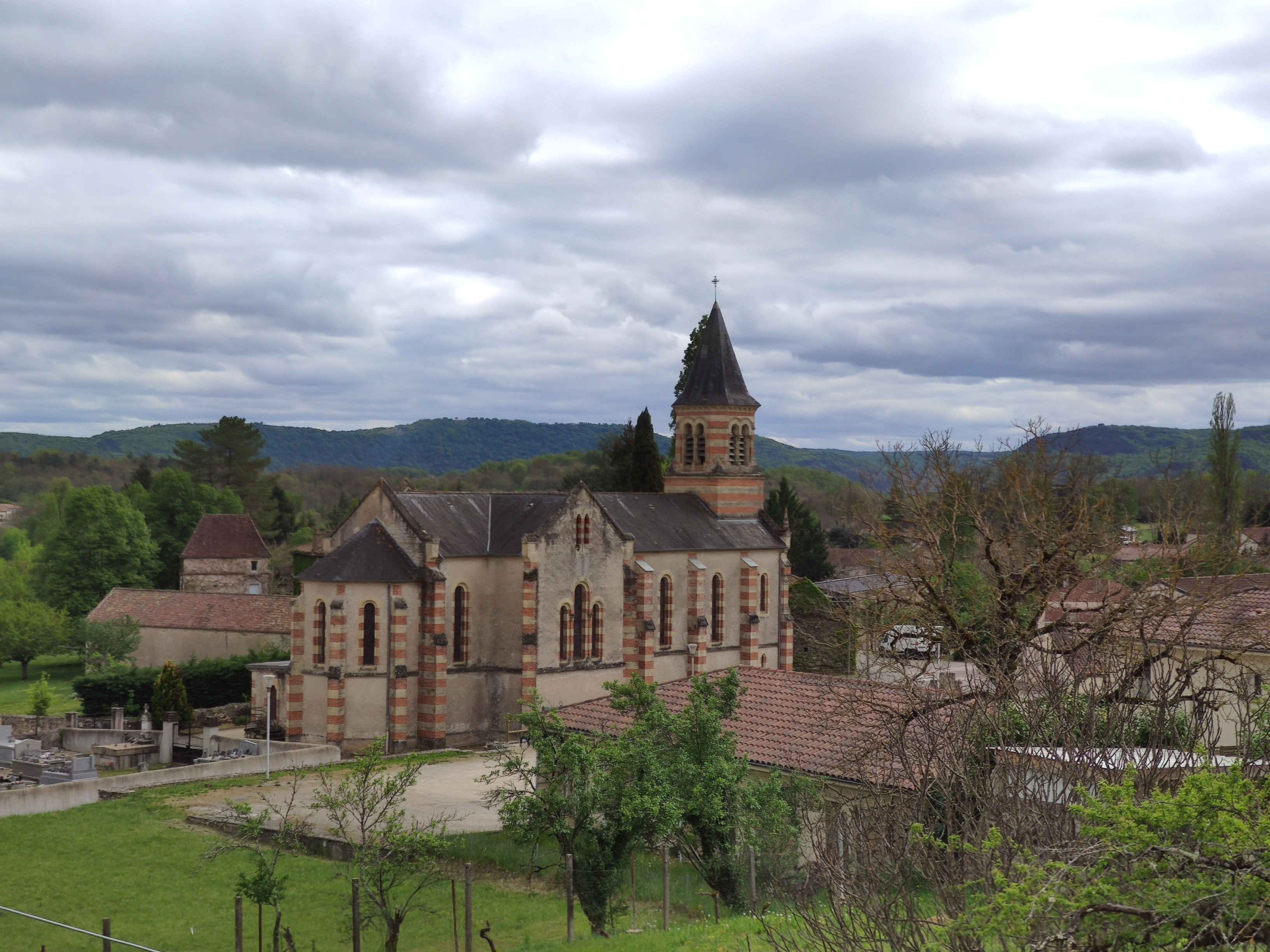
Église Saint Laurent d'Espère
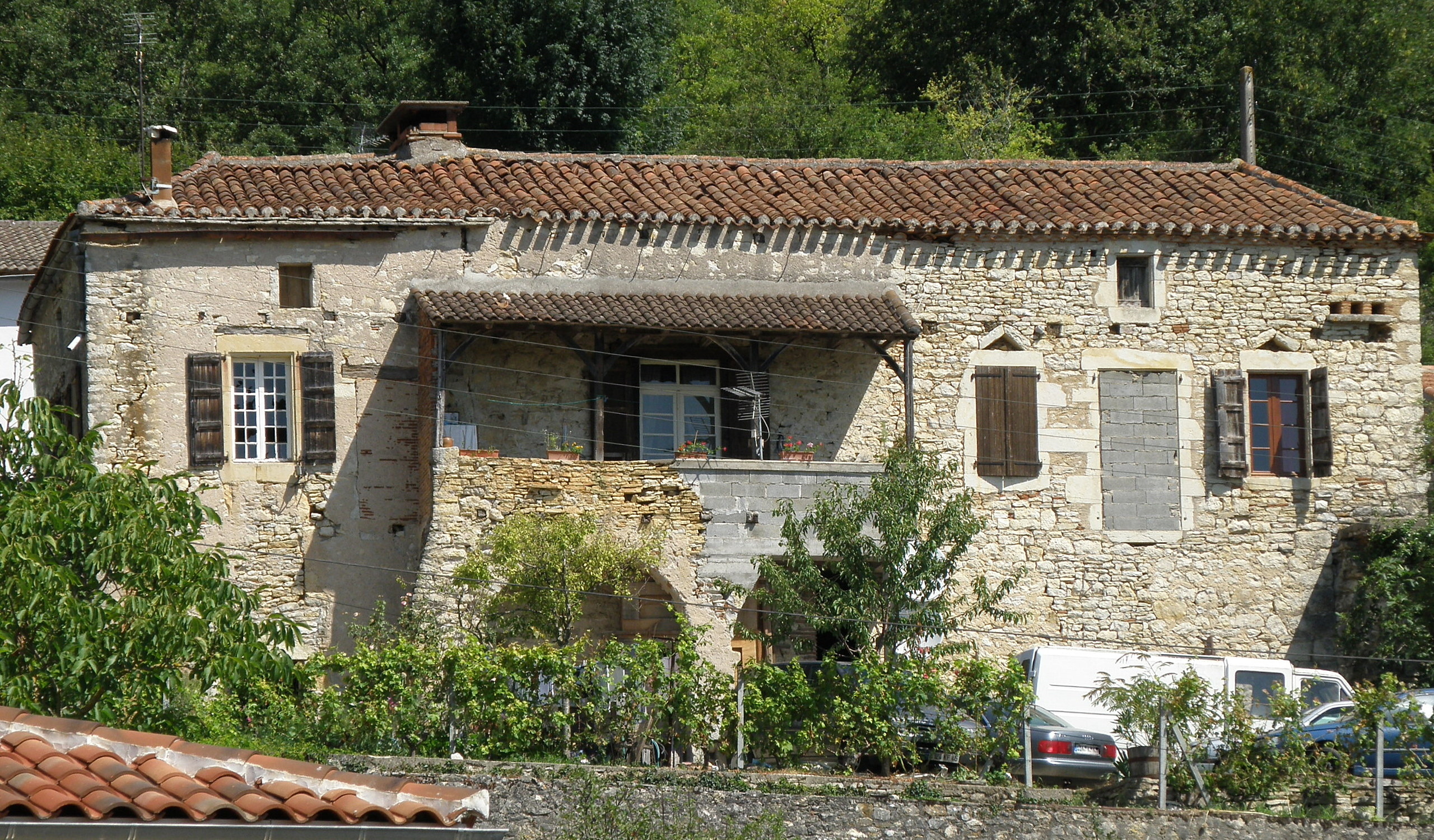
Maison traditionnelle, rue du Château.
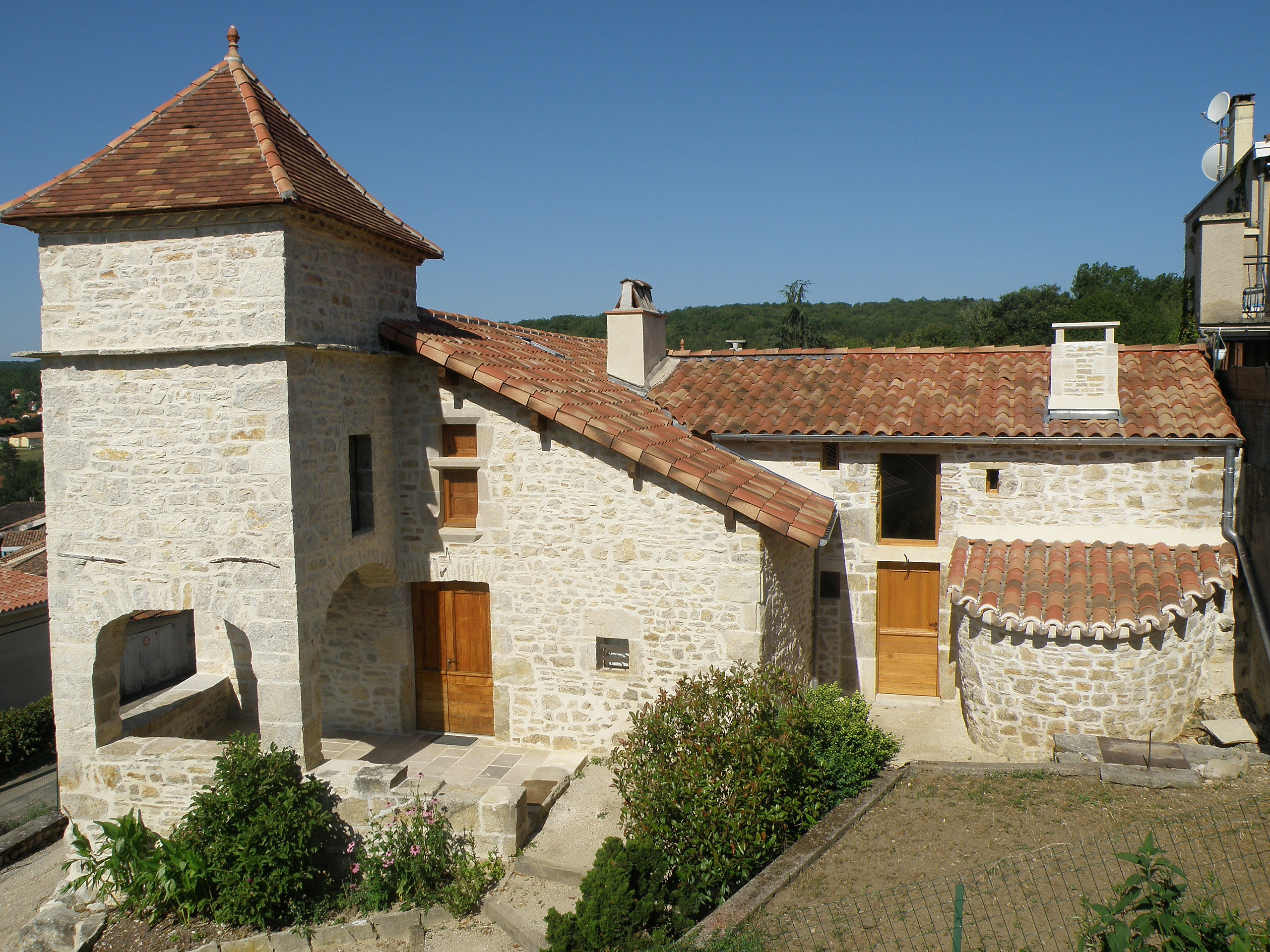
Maison ancienne restaurée, rue du Colombier.

## Pour approfondir

#### Site de l'Insee
1. 1 2 3 4 5  Insee, « Métadonnées de la commune ».
2. ↑  « La grille communale de densité », sur le site de l'Insee, 28 mai 2024 (consulté le 28 juin 2024).
3. ↑  « Liste des communes composant l'aire d'attraction de Cahors », sur le site de l'Insee (consulté le 28 juin 2024).
4. ↑  Marie-Pierre de Bellefon, Pascal Eusebio, Jocelyn Forest, Olivier Pégaz-Blanc et Raymond Warnod (Insee), « En France, neuf personnes sur dix vivent dans l’aire d’attraction d’une ville », sur le site de l'Insee, 21 octobre 2020 (consulté le 28 juin 2024).
5. 1 2 3  « Chiffres-clés - Logement en 2018 à Espère - Section LOG T2 » (consulté le 19 mai 2023).
6. ↑  « Chiffres-clés - Logement en 2018 à Espère - Section LOG T7 » (consulté le 19 mai 2023).
7. ↑  « Chiffres clés - Logement en 2018 dans le Lot - Section LOG T2 » (consulté le 19 mai 2023).
8. ↑  « Chiffres clés - Logement en 2018 dans la France entière  - Section LOG T2 » (consulté le 19 mai 2023).
9. ↑  « REV T1 - Ménages fiscaux de l'année 2018 à Espère » (consulté le 5 février 2022).
10. ↑  « REV T1 - Ménages fiscaux de l'année 2018 dans le Lot » (consulté le 5 février 2022).
11. 1 2  « Emp T1 - Population de 15 à 64 ans par type d'activité en 2018 à Espère » (consulté le 5 février 2022).
12. ↑  « Emp T1 - Population de 15 à 64 ans par type d'activité en 2018 dans le Lot » (consulté le 5 février 2022).
13. ↑  « Emp T1 - Population de 15 à 64 ans par type d'activité en 2018 dans la France entière » (consulté le 5 février 2022).
14. ↑  « Base des aires d'attraction des villes 2020 », sur site de l'Insee (consulté le 10 avril 2021).
15. ↑  « Emp T5 - Emploi et activité en 2018 à Espère » (consulté le 5 février 2022).
16. ↑  « ACT T4 - Lieu de travail des actifs de 15 ans ou plus ayant un emploi qui résident dans la commune en 2018 » (consulté le 5 février 2022).
17. ↑  « ACT G2 - Part des moyens de transport utilisés pour se rendre au travail en 2018 » (consulté le 5 février 2022).
18. ↑  « DEN T5 - Nombre d'établissements par secteur d'activité au 31 décembre 2019 à Espère » (consulté le 14 février 2022).
19. ↑  « DEN T5 - Nombre d'établissements par secteur d'activité au 31 décembre 2019 dans le Lot » (consulté le 14 février 2022).

#### Autres sources
1. 1 2  Daniel Joly, Thierry Brossard, Hervé Cardot, Jean Cavailhes, Mohamed Hilal et Pierre Wavresky, « Les types de climats en France, une construction spatiale », Cybergéo, revue européenne de géographie - European Journal of Geography, no 501,‎ 18 juin 2010 (DOI 10.4000/cybergeo.23155, lire en ligne, consulté le 14 novembre 2023)
2. ↑  « Zonages climatiques en France métropolitaine. », sur pluiesextremes.meteo.fr (consulté le 14 novembre 2023).
3. ↑  « Orthodromie entre Espère et Anglars-Juillac », sur fr.distance.to (consulté le 14 novembre 2023).
4. ↑  « Station Météo-France « Anglars » (commune d'Anglars-Juillac) - fiche climatologique - période 1991-2020 », sur donneespubliques.meteofrance.fr (consulté le 14 novembre 2023).
5. ↑  « Station Météo-France « Anglars » (commune d'Anglars-Juillac) - fiche de métadonnées. », sur donneespubliques.meteofrance.fr (consulté le 14 novembre 2023).
6. ↑  « Climadiag Commune : diagnostiquez les enjeux climatiques de votre collectivité. », sur meteofrance.fr, novembre 2022 (consulté le 14 novembre 2023).
7. ↑  « Liste des zones Natura 2000 de la commune d'Espère », sur le site de l'Inventaire national du patrimoine naturel (consulté le 2 septembre 2021).
8. ↑  « Liste des ZNIEFF de la commune d'Espère », sur le site de l'Inventaire national du patrimoine naturel (consulté le 2 septembre 2021).
9. ↑  « Liste des espaces protégés sur la commune d'Espère », sur le site de l'Inventaire national du patrimoine naturel (consulté le 2 septembre 2021).
10. ↑  « CORINE Land Cover (CLC) - Répartition des superficies en 15 postes d'occupation des sols (métropole). », sur le site des données et études statistiques du ministère de la Transition écologique. (consulté le 14 avril 2021).
11. 1 2 3  « Les risques près de chez moi - commune d'Espère », sur Géorisques (consulté le 17 octobre 2022).
12. ↑  BRGM, « Évaluez simplement et rapidement les risques de votre bien », sur Géorisques (consulté le 13 septembre 2022).
13. ↑  DREAL Occitanie, « CIZI », sur occitanie.developpement-durable.gouv.fr (consulté le 13 septembre 2022).
14. ↑  « Dossier départemental des risques majeurs dans le Lot », sur lot.gouv.fr (consulté le 13 septembre 2022), partie 1 -  chapitre Risque inondation.
15. ↑  « Dossier départemental des risques majeurs dans le Lot », sur lot.gouv.fr (consulté le 13 septembre 2022).
16. ↑  « Dossier départemental des risques majeurs dans le Lot », sur lot.gouv.fr (consulté le 13 septembre 2022), chapitre Mouvements de terrain.
17. 1 2  « Liste des cavités souterraines localisées sur la commune d'Espère », sur georisques.gouv.fr (consulté le 13 septembre 2022).
18. ↑  « Retrait-gonflement des argiles », sur le site de l'observatoire national des risques naturels (consulté le 13 septembre 2022).
19. ↑  « Dossier départemental des risques majeurs dans le Lot », sur lot.gouv.fr (consulté le 13 septembre 2022), chapitre Risque transport de matières dangereuses.
20. ↑  Article R214-112 du code de l’environnement
21. ↑  « barrage de Grandval », sur barrages-cfbr.eu (consulté le 13 septembre 2022).
22. ↑  « barrage de Sarrans », sur barrages-cfbr.eu (consulté le 13 septembre 2022).
23. ↑  « Dossier départemental des risques majeurs dans le Lot », sur lot.gouv.fr (consulté le 13 septembre 2022), chapitre Risque rupture de barrage.
24. ↑  Gaston Bazalgues, À la découverte des noms de lieux du Quercy : Toponymie lotoise, Gourdon, Éditions de la Bouriane et du Quercy, juin 2002, 127 p. (ISBN 2-910540-16-2), p. 110.
25. ↑  « La gare d’Espere Caillac dans le Lot (46) doit sa renommé [sic] à un seul produit: la fraise », sur twitter.com, 24 septembre 2020 (consulté le 19 mai 2023).
26. ↑  « Caillac : l’histoire de la fraise dans la Vallée du Lot », sur direlot.fr (consulté le 19 mai 2023).
27. 1 2  Des villages de Cassini aux communes d'aujourd'hui sur le site de l'École des hautes études en sciences sociales.
28. ↑  « Les maires de Espère », sur francegenweb.org, 12 octobre 2012 (consulté le 19 mai 2023).
29. 1 2  Claude Cayzac, « Municipales à Espère : le maire Jean Petit ne se représentera pas », La Dépêche du Midi,‎ 24 décembre 2019 (lire en ligne, consulté le 19 mai 2023) « Après un mandat de conseiller auprès de Claude Pariel et quatre mandats de maire, soit 31 ans de responsabilités à la tête de la commune [...] ».
30. ↑  « Claude Parriel nous a quittés », La Dépêche du Midi,‎ 14 août 2018 (lire en ligne, consulté le 19 mai 2023) « chacun se souviendra de ces nombreuses années passées au service de sa commune : conseiller municipal, mais surtout 2 mandats de maire au cours desquels s'est opérée la transformation du centre du village ».
31. ↑  « Espère : Mathieu Redoulès nouveau maire du village », La Dépêche du Midi,‎ 26 mai 2020 (lire en ligne, consulté le 19 mai 2023).
32. ↑  r Jean-Claude Bonnemère, « Lot. Disparition tragique du maire d'Espère, près de Cahors, obsèques : Mathieu Redoulès, maire d'Espère est décédé à l'âge de 43 ans, choc immense pour les élus du conseil municipal et les habitants du village », Actu Lot,‎ 13/4/2022 mis à jour le 18/4/2022 (lire en ligne, consulté le 19 mai 2023) « Mathieu Redoulès, élu maire d’Espère le 18 mai 2020 est décédé, de « manière tragique », à l’âge de 43 ans. Il avait succédé à Jean Petit, auprès de qui il était resté adjoint pendant 12 ans ».
33. ↑  Jean-Claude Bonnemère, « Lot. Décès du maire d'Espère, les précisions du Procureur de la République : Après le décès de Mathieu Redoules, maire d'Espère près de Cahors, intervenu le mardi 12 avril 2022, les précisions d'Alexandre Rossi, procureur de la République du Lot », Actu Lot,‎ 13/4/2022 mis à jour le 14/4/2022 (lire en ligne, consulté le 19 mai 2023).
34. ↑  « Lot. La liste de Pierre Canto largement élue aux élections municipales d'Espère, près de Cahors : Les électeurs étaient appelés aux urnes dimanche 18 septembre 2022 à Espère, près de Cahors dans le Lot, pour élire un nouveau maire après le décès de Mathieu Redoulès », Actu Lot,‎ 19 septembre 2022 (lire en ligne, consulté le 19 mai 2023) « La liste unique, dénommée « Unis pour Espère » et conduite par Pierre Canto, maire par intérim depuis le décès de l’ancien maire Mathieu Redoulès, a été largement élue au premier tour avec 315 voix sur 339 votants ».
35. ↑  « Répertoire national des maires » [txt], Répertoire national des élus, sur data.gouv.fr, 2 décembre 2020 (consulté le 23 février 2023).
36. ↑  L'organisation du recensement, sur insee.fr.
37. ↑  Calendrier départemental des recensements, sur insee.fr.
38. ↑  Fiches Insee - Populations de référence de la commune pour les années 2006, 2007, 2008, 2009, 2010, 2011, 2012, 2013, 2014, 2015, 2016, 2017, 2018, 2019, 2020, 2021 et 2022.
39. ↑  « Entreprises à Espère », sur entreprises.lefigaro.fr (consulté le 14 février 2022).
40. ↑  « Les régions agricoles (RA), petites régions agricoles(PRA) - Année de référence : 2017 », sur agreste.agriculture.gouv.fr (consulté le 14 février 2022).
41. ↑  Présentation des premiers résultats du recensement agricole 2020, Ministère de l’agriculture et de l’alimentation, 10 décembre 2021
42. ↑  « Fiche de recensement agricole - Exploitations ayant leur siège dans la commune d'Espère - Données générales », sur recensement-agricole.agriculture.gouv.fr (consulté le 14 février 2022).
43. ↑  Source: Bulletin de la Société des études littéraires, scientifiques et artistiques du Lot, t. CXVIII d'octobre-décembre 1997, p. 73.
44. ↑  Archives Départementales du Lot : cadastre napoléonien de la commune d'Espère daté de 1812 : 3 P 2583
45. ↑  « Église paroissiale Saint-Laurent », sur pop.culture.gouv.fr (consulté le 1er juin 2021).
46. ↑  Source: Le Monde 2, Supplément du no 19514 du 20 octobre 2007, p. 270.